# 孫鐘鶴
孫鐘鶴（韓語：손종학，1967年6月20日—），韓國男演員。

## 演出作品

### 劇集

#### 2000年代
- 2007年：SBS《淵蓋蘇文》飾演 張亮（出道作品）

#### 2010年代
- 2011年：SBS《城市獵人》飾演 總統秘書
- 2011年：OCN《吸血鬼檢察官》飾演 偵探
- 2011年：MBC TV《深夜病院》飾演 偵探
- 2011年：OCN《特殊案件專案組TEN》飾演 孫鐘鶴
- 2011年：MBC《歡樂滿屋2：短腿的反擊》飾演 書法學院院長
- 2011年：Channel A《蔬菜店的小夥子》
- 2012年：SBS《拜託了，機長》飾演 隊長
- 2012年：SBS《紳士的品格》
- 2013年：SBS《錢的化身》博士
- 2013年：MBC《龜巖許浚》飾演 文承勳
- 2013年：SBS《出生的祕密》飾演 濟州分公司經理
- 2013年：tvN《馬鈴薯星2013QR3》
- 2013年：MBC《Medical Top Team》
- 2014年：SBS《Three Days》
- 2014年：JTBC《密會》飾演 秘書室長
- 2014年：tvN《未生》飾演 馬部長
- 2015年：OCN《失蹤的黑色M》飾演 柳正國
- 2015年：tvN《前女友俱樂部》飾演 郭嚴九
- 2015年：OCN《我的美麗新娘》飾演 姜會長
- 2015年：MBC《夜行書生》飾演 崔哲中
- 2016年：JTBC《玉氏南政基》飾演 金煥奎
- 2016年：SBS《羅清廉議員綁架事件（朝鲜语：나청렴의원 납치사건）》飾演 羅清廉
- 2016年：KBS2《Beautiful Mind》飾演 吳英培
- 2016年：SBS《Wanted》（特別出演）
- 2016年：KBS《壬辰倭亂1952（朝鲜语：임진왜란 1592）》飾演 織田信長
- 2016年：KBS《通往機場的路》飾演 民碩
- 2016年：MBC《給予幸福的人》飾演 李衡根
- 2016年：tvN《Entourage》客串演出
- 2017年：OCN《Voice》飾演 姜國煥
- 2017年：MBC《逆賊：偷百姓的盜賊》飾演 趙參奉
- 2017年：JTBC《秘行要員》飾演 朴俊元
- 2017年：JTBC《嘻哈老師》飾演 曹基邦
- 2017年：JTBC《Untouchable》飾演 張範植
- 2018年：SBS《Return》飾演 安學洙
- 2018年：JTBC《Sketch》飾演 朴文基
- 2018年：tvN《認識的妻子》飾演 車奉熙
- 2018年：OCN《Priest》飾演 具道均
- 2019年：tvN《請輸入檢索詞WWW》飾演 徐明浩
- 2019年：SBS《Stove League》飾演 高江善
- 2019年：KBS2《山茶花開時》飾演 警察署長

#### 2020年代
- 2020年：Netflix《我的全像情人》飾演 南奇浩
- 2020年：KBS2《結過一次了》飾演 張忠秀（特別出演）
- 2020年：MBC《老頑固實習生》飾演 安相鍾
- 2020年：JTBC《模範刑警》飾演 文尚範
- 2020年：tvN《惡之花》飾演 白萬宇
- 2020年：Netflix《愛在大都會》飾演 朴承煥
- 2021年：JTBC《Undercover》飾演 柳想東
- 2021年：KBS2《戀慕》飾演 府院君／領議政
- 2022年：JTBC《模範刑警2》飾演 文尚範
- 2022年：tvN《朝鮮精神科醫師劉世豐》飾演 趙大監
- 2022年：MBC《金湯匙》飾演 羅相國
- 2022年：KBS《謝幕：樹立而死》飾演 金承道
- 2024年：tvN《魅惑之人》飾演 德成君（特別出演）
- 2025年：JTBC《協商的技術》飾演 李亨澤
- 2025年：Disney+《下流大盜》飾演 韓成哲
- 2025年：ENA《退貨兒童》飾演 權康萬
- 2025年：tvN《暴君的廚師》飾演 韓民性

### 電影

#### 2000年代
- 2007年：《黃真伊》飾演 馬廄主人
- 2007年：《相會的廣場》（만남의 광장）飾演 公務員
- 2007年：《Scout》飾演 警察
- 2008年：《霜花店：朕的男人》飾演 密使
- 2009年：《蝙蝠：血色情慾》飾演 偵探

#### 2010年代
- 2011年：飾演 賢奎
- 2012年：《LOVE CALL》飾演 學生主任
- 2012年：《屍竊行動（朝鲜语：시체가 돌아왔다）》飾演 殯儀館老闆
- 2012年：《共謀者》飾演 集團會長（特別出演）
- 2012年：《聖殤》飾演 張會長
- 2012年：《我是殺人犯》飾演 國民辯論主持人
- 2013年：《致命時刻》飾演 高利貸總裁
- 2013年：《假面舞會》飾演 孫主席
- 2013年：《總統》飾演 龍大
- 2014年：《道熙呀》飾演 嚴科長
- 2014年：《一對一》飾演 邊吳九
- 2014年：《The Stone》飾演 鍾泰
- 2015年：《黑祭司們》飾演 蒙西尼奧爾
- 2015年：《局内人》飾演 對外合作室長
- 2016年：《檢察官外傳》飾演 金法官
- 2016年：《追兇倒數十五日》饰演 市议员
- 2016年：《潘朵拉》飾演 韓國水電核能總裁
- 2017年：《屠夫小姐》飾演 調查部部長
- 2017年：《V.I.P.》飾演 部長檢察官
- 2017年：《獄火重生：金昌洙》飾演 李會應（特別出演）
- 2017年：《一定要抓住》飾演 崔偵探
- 2018年：《致命目擊》
- 2018年：《Broker》
- 2019年：《變身（朝鲜语：변신 (2019년 영화)）》飾演 主任神父（友情出演）
- 2019年：《量子力學（朝鲜语：양자물리학 (영화)）》飾演 韓光日報 金局長
- 2019年：《錢力遊戲》飾演 本部長

#### 2020年代
- 2020年：《政客誠實中》飾演 金尚彪
- 2021年：《今天決定我愛你》饰演 植物批发商（特别出演）
- 2021年：《通话惊魂》饰演 工地现场所长
- 2023年：《恶魔们》饰演 老人
- 2024年：《殊死追踪》饰演 万福
- 待定：《蚁裂》

### 音樂劇
- 2017年12月5日—2018年2月11日：《沙漏》飾演 尹會長

### 話劇
- 2022年10月25日—2023年1月15日：《真正的男人渡邊／사나이 와타나베》飾演 渡邊慎一[4]

## 外部連結
- 孫鐘鶴在NAVER上的资料
- 孫鐘鶴在韩国电影数据库（KMDb）上的資料（韓語）
- 孫鐘鶴在互联网电影资料库（IMDb）上的資料（英文）